# Petros Protopapadakis

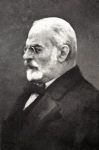
Petros Protopapadakis.

Petros Protopapadakis (Grieks: Πέτρος Πρωτοπαπαδάκης) (Apeirantos, Naxos, 1854 of 1860 - Goudi, 15 november 1922) was een Griekse eerste minister.

## Levensloop
Geboren in Apeiranthos, studeerde Petros Protopapadakis wiskunde en engineering in Parijs. Hij was eigenlijk vooral geïnteresseerd in politiek. Na zijn studies werd hij professor aan de Militaire Academie van Griekenland.
In 1902 werd Protopapadakis verkozen in het Parlement van Griekenland als lid van de conservatieve Nationalistische Partij, die later opging in de Volkspartij. Hij werd minister van Economie en in het kabinet van Dimitrios Gounaris was hij van 1921 tot 1922 minister van Justitie. In 1922, tijdens de Grieks-Turkse Oorlog van 1919-1922, nam Gounaris ontslag na een motie van wantrouwen in het parlement. Voorlopig nam Nikolaos Stratos het premierschap waar, terwijl Protopapadakis door koning Constantijn I gevraagd werd om een regering te vormen. Hij slaagde in zijn opdracht en op 22 mei 1922 legde de regering de eed af. Op 10 september 1922 kwam aan zijn premierschap een einde door een militaire staatsgreep.
Intussen verloor Griekenland de Grieks-Turkse Oorlog en werd Protopapadakis, samen met onder andere Dimitrios Gounaris en Nikolaos Stratos, beschuldigd van hoogverraad. Bij hun proces, het zogenaamde Proces van Zes, werden ze ter dood veroordeeld en op 15 november 1922 werden ze geëxecuteerd.